# Carl Fredga
Carl Fredga, född den 25 oktober 1874 i Göteborg, död den 21 augusti 1952 i Stockholm, var en svensk läkare. Han var bror till Karin Fredga och far till Arne Fredga.
Fredga avlade studentexamen i Göteborg 1892 och medicine licentiatexamen i Uppsala 1905. Han var amanuens och underkirurg vid akademiska sjukhuset 1905–1908. Fredga blev tillförordnad lasarettsläkare i Filipstad 1909 och var ordinarie lasarettsläkare där 1910–1939. Han blev hedersledamot i Värmlands nation vid Uppsala universitet 1930. Fredga blev riddare av Nordstjärneorden 1926. Han är begravd på Norra begravningsplatsen utanför Stockholm.